# Башкирские традиционные украшения

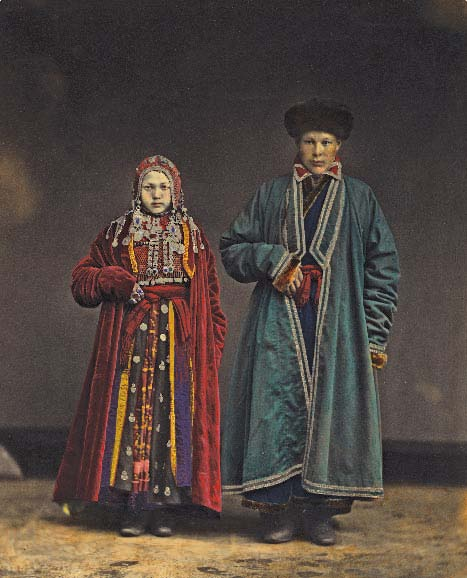
Башкиры. Картина М. Букаря, 1872 год

Башкирские традиционные украшения — этнические украшения башкир, обязательная часть башкирского этнографического народного костюма.
Башкирские национальные традиционные украшения отображали эстетические воззрения башкир, служили талисманами, оберегами, являлись показателями родовой принадлежности, статуса семьи. С обретением религии появились украшения с записями молитв, имён Аллаха (Бетеу).
Украшения разделялись на мужские и женские. Образцы украшений представлены в Национальном музее Республики Башкортостан, Музей археологии и этнографии (Уфа), Краеведческих музеях городов Стерлитамака и Салавата, археологическом музее Стерлитамакского филиала Башкирского государственного университета, Челябинском государственном краеведческом музее, а также в районных, городских, сельских и школьных музеях Республики Башкортостан, Челябинской Области, Оренбургской области, Самарской области, Свердловской области, Пермского края.

## История
Башкирские украшения создавались и формировалась на протяжении многовековой истории народа. Башкирский костюм и его украшения сложились под влиянием традиций скотоводческого образа жизни народа.
Башкирские традиционные украшения изучали учёные разного профиля: искусствоведы, этнографы, историки, археологи и др.
Среди них учёные П. С. Паллас, С. И. Руденко, В. А. Арнольдов, Н. В. Бикбулатов, И. Г. Георги, А. Емельянов, А. Игнатович, Г. Х. Казбулатова, Р. Г. Кузеев, И. И. Лепёхин, С. Н. Шитова и др. Украшения собирались и изучались в многочисленных экспедициях по краю.

## Ювелирные украшения

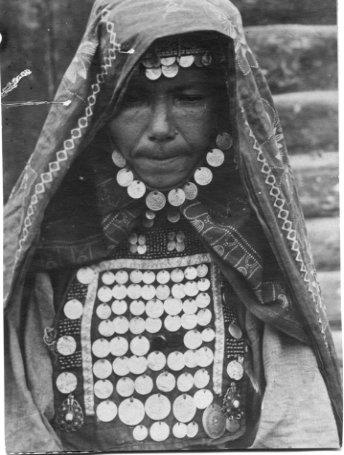
Молодая башкирка

Ювелирные украшения, как и украшения одежды разделались на мужские и женские.
К мужским относились перстни-печатки. К женским — браслеты, подвески, ожерелья, коралловые запястья, серьги, сулпы — парного украшения в виде серебряных или медных подвесок.

## Украшения одежды
Одежда украшалась башкирами связками серебряных монет, раковин, бисера. На ткань одежды нашивали кораллы, ювелирных изделия. В украшениях использовали такие материалы как сердолик, морские раковины, янтарь, бисер, обработанное стекло, серебро и др. Часть этих материалов покупалась у народов стран Востока, Кавказа.
В качестве женских нагрудных украшений использовали нагрудники, перевязи, ожерелья. Нагрудники шили из плотной ткани, на неё нашивали кораллы, бисер, раковины-каури, монеты, сулпы, бляхи (кумбазы), цепочки, бубенчики. Из них собирались разнообразные узоры, сетки.
Женщины украшали косы косоплётками, накосниками. Косоплётки состояли их тесьмы или шнуров, сплетённых из шерсти или конского волоса. К кособлетками пришивали подвески, монеты. Были распространены затылочные украшения (елкәлек).
Украшение Хараус является женским налобным украшением и представляет собой ткань с орнаментом из холщовой ткани, обшитую полосками ткани красного или коричневого цвета.
В разных этнографических групп башкир украшения отличались по названию, размерам, форме, количеству металлических и коралловых нашивок, их соотношению и расположению на ткани.
К украшениям одежды относились каптырма (серебряное украшение в виде застёжки-пряжки с бляхами, крючком, подвесками), пояса с металлическим набором.